# Nosrat Karimi
Nosratollah Karimi (in persiano نصرت الله کریمی‎; Teheran, 22 dicembre 1924 – Teheran, 3 dicembre 2019) è stato un regista, sceneggiatore e attore iraniano.
La sua carriera si è estesa per sei decenni. È particolarmente noto per la sua interpretazione del personaggio di Agha Joon nella serie Dayijan napoleon (My Uncle Napoleon) e per essere stato il protagonista di Doroškeči.
Nosrat Karimi è uno dei pionieri più influenti del cinema e delle arti sceniche in Iran, che non solo ha trasformato il cinema iraniano, ma è anche conosciuto come il padre dell'animazione e del cinema e del teatro delle marionette in Iran. È stato una delle prime generazioni di laureati in cinema e animazione all'estero, e molti dei grandi nomi odierni del cinema e del teatro delle marionette iraniani sono stati suoi diretti o indiretti allievi. Nosrat Karimi, inoltre, portando il cinema neorealista in Iran, ha aperto una nuova strada per i cineasti della generazione successiva e ha ispirato le loro opere durature.

## Biografia
Suo padre era un ricco e rispettato commerciante al dettaglio. Fin da bambino nutrì una grande passione per le arti. All'età di sei anni restò affascinato da Charlie Chaplin e incantato dall'immagine del povero vagabondo che si rifiutava di farsi schiacciare dal peso dei fardelli della vita. Ben presto, Karimi imparò a imitare Chaplin e trovò il suo primo pubblico tra parenti e amici.
All'età di nove anni iniziò a truccarsi per i suoi ruoli, facendo così le sue prime esperienze nell'arte del trucco. Il fratello maggiore, Ali Karimi, che in seguito divenne un maestro della miniatura, riconobbe la predisposizione di Nosrat per la recitazione e lo incoraggiò a seguirla.
A dieci anni Nosrat Karimi realizzò un busto del famoso poeta persiano Firdusi, per il quale vinse un importante premio.

### Carriera
Dopo la scuola elementare si iscrisse al Politecnico tedesco, poi si iscrisse all'unica scuola di teatro di Teheran dell'epoca, dove dal 1938 al 1941 studiò arte drammatica, trucco e scenografia.
Nel 1940 lavorò come attore, truccatore e scenografo per vari teatri di Teheran. All'inizio del 1953 si recò in Europa per completare i suoi studi. A Roma, durante il primo mese del suo soggiorno, incontrò i celebri registi italiani Luchino Visconti e Vittorio De Sica. I film neorealisti di De Sica (Ladri di biciclette, Miracolo a Milano, ecc.) lo impressionarono.
Dopo sei mesi si recò a Vienna, in Austria, poi a Praga. Lì, studiò produzione e regia televisiva, specializzandosi nell'arte dell'animazione e delle marionette. Il suo professore più noto all'Accademia delle Arti di Praga fu Karel Zeman, il famoso artista ceco dell'animazione. È in questa città che nacque suo figlio, Babak, avuto con l'attrice teatrale e regista Alam Danai.
Tornò a Roma, dove rimase per altri tre anni lavorando come assistente alla regia di Vittorio De Sica, esibendosi a teatro, apparendo in film musicali e doppiando numerosi film italiani distribuiti in Iran.
Nel 1964, dopo undici anni trascorsi in Europa e dopo il divorzio da Alam Danai, Nosrat Karimi tornò in Iran. Nel 1965 venne assunto dal Ministero della Cultura e dell'Arte per lanciare e sviluppare la commercializzazione dei cartoni animati. In seguito sposò Parvin Teimouri, che gli diede altri due figli, Maziar e Mandana Karimi. Insegnò alla Facoltà di Belle Arti dell'Università di Teheran e all'Accademia di arti drammatiche per più di vent'anni.
Nella stessa periodo produsse due serie televisive: Del moosh poost polang, il primo film iraniano basato su uno spettacolo teatrale di marionette, e Il Matrimonio, una serie di venti episodi sulla vita di coppia. Grazie a queste serie popolari ottenne una vasta fama nella società iraniana.
Nel 1969 iniziò a dirigere il film Dozd ve pasban, un adattamento persiano della storia di guardie e ladri. Tuttavia, giunto alle ultime scene del film, abbandonò il lavoro a causa degli interventi del produttore. Nello stesso anno il regista britannico Terence Young girò alcune scene del film Il papavero è anche un fiore in Iran e assunse Karimi come truccatore per Yul Brynner e gli altri attori.
Dal 1971 al 1973 Karimi scrisse e diresse tre film conosciuti, partecipando anche come attore: Doroškeči, La Soluzione e Takhtekhab-e se nafare.
Doroškeči fu un successo e ricevette soprattutto critiche favorevoli. Il film venne scelto per rappresentare l'Iran ai festival cinematografici internazionali, tuttavia le autorità ne vietarono la visione all'estero. Anni dopo, il film giunse nelle sale cinematografiche in Europa. Sulla scena internazionale, il regista iraniano Abbas Kiarostami, acclamato e onorato con la Palma d'oro al Festival di Cannes nel 1997 e numerosi altri premi internazionali, elogiò il film di Karimi definendolo il più importante film del cinema iraniano.
Negli anni 1970 Karimi recitò in numerosi film commerciali di altri registi. Interpretò un ruolo secondario in una coproduzione irano-giapponese. Nel 1975, come regista, attore e sceneggiatore, diresse il suo quarto e ultimo film Khane-kharab, una satira sulla crescente tensione degli anni 1970 a Teheran che godette di giudizi favorevoli da parte della critica.
Nel 1976 Karimi interpretò il personaggio di Agha Joon nella serie Dayijan napoleon (My Uncle Napoleon),.la serie di maggior successo della televisione iraniana. Un anno dopo produsse la serie televisiva Khosrô Mirza II. Questa serie di sedici episodi è una commedia grottesca sulla vita di una famiglia aristocratica discendente dalla dinastia Qâdjâr. Successivamente scrisse una sceneggiatura e cercò di avviare la produzione di un film, ma il progetto venne interrotto a causa della rivoluzione iraniana.
Dopo la rivoluzione iraniana a Nosrat Karimi fu vietato di lavorare come regista o attore per un lungo periodo, durante il quale coltivò l'interesse per la scultura. Espose mini-sculture in numerose esposizioni nazionali e internazionali. Scrisse anche numerosi sceneggiati per la televisione e per il cinema.

## Documentario
Il documentario su Nosrat Karimi di sei episodi è il risultato di 19 anni di impegno e collaborazione tra Babak Karimi, cineasta e attore di fama internazionale, Mehrdad Eskuei, documentarista di rilievo, e Rouhollah Ansari, editor di spicco.

## Filmografia parziale

### Regista
- Mohallel (1971)
- Doroškeči (1971)
- Takhtekhab-e se nafare (1972)
- Khane-kharab (1975)

### Attore
- Golgo 13 (ゴルゴ13?, Gorugo 13), regia di Jun'ya Satō (1973)